# Le mie nuove avventure
Le mie nuove avventure è il secondo album in studio del cantautore italiano Franco Ricciardi, pubblicato nel 1988.

## Tracce
1. Si tu me lasse accussì
2. Notte d'amore
3. Compagna di lavoro
4. Tu
5. Bambina mia
6. Solo
7. Voglio lei
8. E fra le nuvole
9. Sulo cu tte
10. No